# Gryllapterus
Gryllapterus is een geslacht van rechtvleugeligen uit de familie krekels (Gryllidae). De wetenschappelijke naam van dit geslacht is voor het eerst geldig gepubliceerd in 1912 door Bolívar.

## Soorten
Het geslacht Gryllapterus  is monotypisch en omvat slechts de volgende soort:
- Gryllapterus tomentosus (Bolívar, 1912)